# Bundesstraße 62
Die Bundesstraße 62 (Abkürzung: B 62) ist eine der längeren Bundesstraßen quer durch das Zentrum Deutschlands. Sie führt von West nach Ost durch die Bundesländer Rheinland-Pfalz, Nordrhein-Westfalen, Hessen und Thüringen.

## Geschichte
Bei der Festlegung der Fernverkehrsstraßen 1932 wurde als Vorläufer der B62 die F62 zwischen Ernsdorf und Cölbe (in der Continental Autokarte von 1934 steht in der Liste Marburg als östliches Ende) als Verbindung zwischen der F54 und F3 eingerichtet. Der westliche Teil dieser Trasse ist heute die B 508.
Bau der einzelnen Abschnitte:
1. 1846–1848: Biedenkopf – Marburg
2. 1847–1851: Wallau (Lahn) – Laasphe

Von Alsfeld an verlief die Altstraße „durch die kurzen Hessen“ parallel auf den Anhöhen über der heutigen Bundesstraße.

## Verlauf

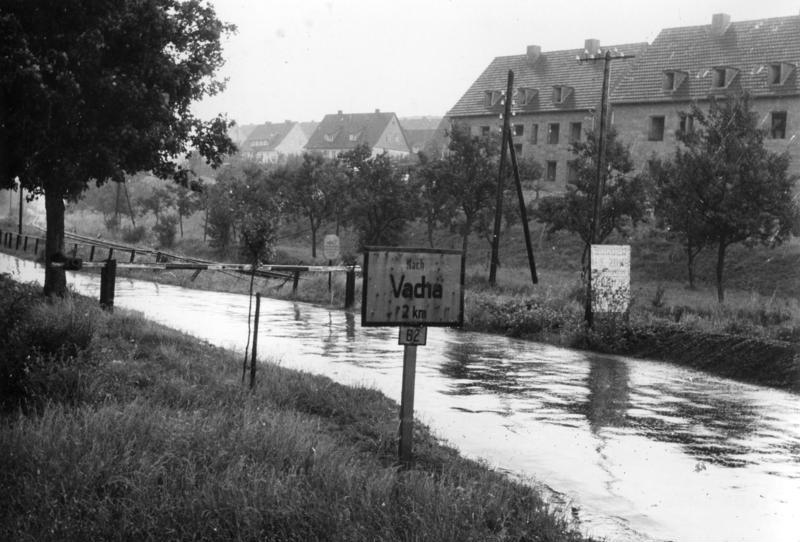
Innerdeutsche Grenze mit Schlagbaum an der B 62 zwischen Philippsthal (Werra) und Vacha, 1952

Die B 62 beginnt an der B 256 bei Roth im Norden von Rheinland-Pfalz, etwa 50 km östlich von Bonn.
Die Straße führt kurvenreich am Oberlauf der Sieg entlang. Nach 38 km überschreitet die B 62 die Landesgrenze nach Nordrhein-Westfalen und erreicht Siegen (42 km). Hier ist sie ab der Verzweigung von/nach Siegen-Niederschelden als vierspurige Stadtautobahn und Hochstraße ausgebaut (siehe auch: Hüttentalstraße). Weiterhin geht es durch das Rothaargebirge.
Nach 93 km wird die Landesgrenze nach Hessen bei Wallau (Lahn) überschritten, und die Straße erreicht Biedenkopf (99 km). Auf der nun leicht südöstlich verlaufenden Strecke quer durch Oberhessen bis in die Stadt Alsfeld führt die B 62 den Namen zweier bedeutender Ferienstraßen: auf der Strecke entlang dem Oberlauf der Lahn, zwischen Bad Laasphe und Marburg, ist sie Teil der Lahn-Ferien-Straße, auf den hinter Kirchhain (134 km) folgenden dreißig Kilometern ist sie Stück der Deutschen Märchenstraße.
Von Alsfeld (164 km) bis ins osthessische Bad Hersfeld (203 km) führt die Straße leicht nordöstlich. Zwischen Philippsthal und Vacha überquert die Straße bei Kilometer 224 die Landesgrenze von Hessen nach Thüringen. Weiter folgt die Trasse dem Verlauf der Werra bis Bad Salzungen (241 km). Nach weiteren sechs Kilometern erreicht die B 62 bei Barchfeld die B 19. Hier beginnt auch der Naturpark Thüringer Wald. Seit der Abstufung beziehungsweise Umbenennung der Bundesstraße 280 hat die B 62 in Südthüringen ein weiteres Teilstück von Benshausen durch Zella-Mehlis bis zur Bundesautobahn 71.
Die Gesamtstreckenlänge der B 62 beträgt 301 km.

## Neu- und Ausbau

### Neubau in Siegen und Mudersbach
Im Zuge der Fertigstellung der Hüttentalstraße wurde die B 62 als Kraftfahrstraße zwischen Mudersbach-Niederschelderhütte und Siegen-Rinsenau neu gebaut. Der Planfeststellungsbeschluss war seit 4. März 2010 bestandskräftig. Mit dem ersten Spatenstich am 29. April 2010 wurden die Bauarbeiten offiziell begonnen. Die Hauptstrecke wurde im Dezember 2016 für den Verkehr freigegeben, der Anschluss Eiserfeld im Mai 2017. Die alte Streckenführung ging von Niederschelderhütte kommend durch die stark belasteten Ortschaften Siegen-Niederschelden und Siegen-Eiserfeld bis zur HTS-Anschlussstelle Rinsenau. Außerdem befand sich auf der bisherigen Strecke in Niederschelden ein häufig geschlossener Bahnübergang der Siegstrecke. Mit Fertigstellung der Neubaustrecke wurde die alte Strecke in NRW zum 1. Januar 2017 zur Landesstraße L 531 bzw. L 907 und Kreisstraße K 9 herabgestuft. In Rheinland-Pfalz ist die Abstufung zur L 283 und K 97 geplant, aber noch nicht vollzogen.

### Neubau und Verlegung in Bad Laasphe
Seit langem geplant ist eine Ortsumgehung für das Zentrum von Bad Laasphe. Da sich Politik und Bevölkerung seit Jahrzehnten nicht über den Streckenverlauf dieser Straße einigen können, ist ein Baubeginn auch weiterhin nicht absehbar.
Im Jahr 2012 hat der Landesbetrieb Straßenbau NRW angekündigt, die B 62 in der Ortslage Saßmannshausen neu zu trassieren, damit der Verkehr die beiden Bahnübergänge der Bundesstraße an der Oberen Lahntalbahn umgehen kann. Im Juni 2013 kam es dort zu einem schweren Eisenbahnunglück mit 30 Verletzten und einem Todesopfer. Die Arbeiten wurden im Herbst 2013 begonnen und 2015 vollständig abgeschlossen. Nun ist nur noch ein Bahnübergang mit moderner Ampelsteuerung und Halbschranken für das Gewerbegebiet vorhanden, statt vorher zwei auf der Bundesstraße. Diese beiden waren nur mit einer Lichtzeichenanlage gesichert.

### Ortsumfahrungskette in Hessen
Laut Bundesverkehrswegeplan (BVWP 2003) war der komplette Ausbau der B 62 zwischen Bad Laasphe/Landesgrenze zu NRW und der A 5 bei Alsfeld geplant. Als erstes wurde die Ortsumfahrung Biedenkopf für den Verkehr freigegeben. Die Ortsumfahrung für den Lahntaler Ortsteil Göttingen ist in Bau. Sie wird zusammen mit den Ortsumfahrungen der Bundesstraße 252 für Münchhausen, Wetter und Lahntal gebaut. Die Ortsumfahrung Eckelshausen ist im Planfeststellungsverfahren. Für die Ortsumfahrung Buchenau wurde die Planung noch nicht aufgenommen. Die in Bau befindliche Bundesautobahn 49 wird die B 62 östlich von Niederklein kreuzen, so dass der Abschnitt mit Lehrbach, Kirdorf, Angenrod, Leusel und Alsfeld zukünftig über die Bundesautobahn 49 und die Bundesautobahn 5 umfahren werden kann.
| Ortsumfahrung       | Einstufung im BVWP    | Länge  | Sachstand                                                                  | Bemerkung    |
| ------------------- | --------------------- | ------ | -------------------------------------------------------------------------- | ------------ |
| Biedenkopf          | VB                    | –      | fertiggestellt                                                             | –            |
| Eckelshausen        | vordringlicher Bedarf | 2,7 km | Rechtskräftiger Planfeststellungsbeschluss liegt seit dem 5. Juni 2021 vor |              |
| Buchenau            | vordringlicher Bedarf | 2,5 km | noch keine Planungen                                                       | –            |
| Sterzhausen         | 2016 entfallen        | 3,1 km | keine Planungen                                                            | –            |
| Goßfelden           | 2016 entfallen        | 1,5 km | keine Planungen                                                            | –            |
| Göttingen           | laufend               | 3,7 km | fertiggestellt                                                             | zusammen mit |
| Lehrbach            | nicht enthalten       | 2,0 km | keine Planungen                                                            | –            |
| Kirtorf             | nicht enthalten       | 4,0 km | keine Planungen                                                            | –            |
| Angenrod und Leusel | nicht enthalten       | 5,0 km | keine Planungen                                                            | –            |
| Alsfeld             | nicht enthalten       | 2,7 km | keine Planungen                                                            | –            |

Die vierstreifige Ausbau der 1,7 Kilometer langen Strecke zwischen Göttingen und der Bundesstraße 3 ist im vordringlichen Bedarf eingeplant.
Im Ende 2016 geänderten Fernstraßenausbaugesetz sind zwei Ortsumfahrungen in der Marktgemeinde Philippsthal (Werra) vorgesehen, jedoch nicht für den Hauptort. Die Ortsumfahrung Röhrigshof ist im vordringlichen Bedarf, die Ortsumfahrung Heimboldshausen im weiteren Bedarf eingeordnet.

### Neutrassierung bei Bad Salzungen, Werraquerung
Die angemeldeten und von Thüringen dringend geforderten Ortsumfahrungen um Dorndorf und Merkers in der Krayenberggemeinde wurden nicht in den Bundesverkehrswegeplan aufgenommen.
Ab Hämbach wurde die B 62 westlich und südlich von Bad Salzungen in vier Bauabschnitten neu trassiert. Mit den 1997, 1998, 2007 und 2020 freigegebenen Bauabschnitten entstanden Ortsumfahrungen für Kaiseroda, Leimbach und Bad Salzungen.
Als fünfter und letzter Bauabschnitt in Planung befindet sich die Neutrassierung der Bundesstraße zwischen Bad Salzungen und Barchfeld mit Schaffung einer Überquerung der Werra östlich von Bad Salzungen. Aufgrund von erheblichen Eingriffen in einem schützenswerten Naturumfeld wurde seit Anfang der 1990er Jahre um die bestmögliche Lösung zwischen Kosten und Naturschutz gerungen. Dabei bevorzugten die Planer und Geldgeber des Projekts auf Grund der Kosten einen Damm, die Naturschutzverbände auf Grund der Betroffenheit eines Naturschutzgebietes, seltener Biotope und Lebensräume bedrohter Arten sowie auf Grund des besseren Hochwasserschutzes eine Brücke. Letztlich wurde zu Gunsten der Brückenlösung entschieden, die dann die längste Brücke Thüringens sein wird. Im Februar 2015 wurde das Planfeststellungsverfahren gestartet. Das Thüringer Landesverwaltungsamt erließ am 29. Januar 2020 den Planfeststellungsbeschluss. Das Thüringer Landesamt für Bau und Verkehr gibt den Baubeginn mit voraussichtlich 2025 und die Fertigstellung voraussichtlich 2029 an.

### Geplante Verlängerung zur A71 bei Zella-Mehlis
Angedacht war, die B 62 ab Barchfeld bis südlich von Niederschmalkalden gemeinsam mit der B 19 verlaufen zu lassen und über Schmalkalden bis nach Zella-Mehlis zur Bundesautobahn 71 zu verlängern. Hierfür sollte der als Verlegung der Landesstraße 1026 neu gebaute Zubringer nach Schmalkalden genutzt werden. Ab Schmalkalden weiterführend sollte die heutige Landesstraße 1118 mit zahlreichen Ortsumgehungen bis nach Benshausen zur Bundesstraße ausgebaut werden. Unter Hinweis auf die neue L 1026 und die Umstufungspläne, auch auf die im Gegenzug angedachte Abstufung der Bundesstraße 84 zwischen Dorndorf und Eisenach, bat Thüringen um Aufnahme des Vorhabens als vordringlicher Bedarf oder wenigstens weiterer Bedarf mit Planungsrecht in den Bundesverkehrswegeplan und implizit in das Fernstraßenausbaugesetz. Im Bedarfsplan des Ende 2016 geänderten Fernstraßenausbaugesetzes ist die Ortsumgehung Zella-Mehlis als weiterer Bedarf enthalten, der Lückenschluss zwischen Niederschmalkalden und Benshausen jedoch nicht.
Zwischen Benshausen und der Autobahnauffahrt zur A 71 Suhl/Zella-Mehlis wurde die frühere Bundesstraße 280 im Vorgriff auf diese Planungen bereits in B 62 umbenannt.